# 麻生川静男
麻生川 静男（あそがわ しずお、1955年3月4日 - ）は、日本のリベラル・アーツ研究家。企業人向けにリベラル・アーツ教育に関する講演を行っている。
ITベンチャーの顧問、カーネギーメロン大学日本校プログラムディレクター、京都大学産官学連携本部准教授、『リベラルアーツ教育によるグローバルリーダー育成フォーラム』主催・運営（2017年12月で休止）を歴任した。博士（工学）。

## 経歴
大阪府生まれ。京都大学では流体工学を学び、米国カーネギーメロン大学でコンピュータ工学を学ぶ。その後コンピュータソフト業界、IT業界で職歴を積む。学術では、徳島大学で人の音声の発生原理を解明した、博士（工学）を取得。
社会人となった当初は機械（減速機）設計に従事。次いでソフトウェア開発に従事。プログラマー・SE、ソフト開発プロジェクトマネージャなどソフトウェア製作の現場の経験を積む。1990年にアメリカのベンチャー、HNC INC.との技術提携を機に社内ベンチャーを立ち上げ、ニューラルネットワーク技術をベースとしたデータマイニング事業を立ち上げた。クレジットカード業界およびデータベースマーケティング業界における大規模データにデータマイニングを適用する実績を数多く作った。データマイニング以外にも、金融デリバティブや知識共有のシステム作りなど、幅広くコンサルティング業務をこなした。
2005年5月から2008年3月まで、神戸のカーネギーメロン大学日本校にてプログラムディレクターの職に就く。教育プログラム全般の統括責任者。一時期、教授職も兼務して教育も行った。
2008年4月から2012年3月までは京都大学・産官学連携本部のイノベーション・マネジメント・サイエンス寄附研究部門でベンチャー支援に関わる研究・教育に従事した。ベンチャーの組織・人事の科学的評価手法を研究する研究プロジェクトを遂行した。京都大学以外では、関西の数校の大学で非常勤講師を務めた。
現在はリベラル・アーツ研究家として活動中。その一環として、国際人育成のためのフォーラム『リベラルアーツ教育によるグローバルリーダー育成フォーラム』を主催・運営している（2017年12月で休止）。また個別の会社の企業人向けにリベラル・アーツ教育に関する講演を行っている。
IT技術動向に関しては、2019年6月からインプレス社の IT Leaders（Web版）に「麻生川静男の欧州ビジネスITトレンド」としてヨーロッパ、とりわけドイツのIT事情を紹介している。

### 学歴
- 1973年3月 大阪府立岸和田高等学校卒業
- 1977年3月 京都大学工学部機械工学科卒業
- 1977～78年 サンケイスカラシップ海外留学生派遣制度による奨学金を得てドイツ・ミュンヘン工科大学に留学（ドイツではDAADとしての取り扱い）
- 1980年3月 京都大学大学院工学研究科 精密工学専攻修了。工学修士
- 1982年9月 米国カーネギーメロン大学電気工学大学院修士課程入学
- 1984年5月 - 同修了。理学修士
- 1993年4月 徳島大学大学院工学研究科システム工学専攻博士課程に入学
- 2000年3月 - 同修了。博士（工学）
博士論文「A model of vowel generation (dinaphone model) and a new perspective for phoneme recognition」[4]。

### 職歴
- 1980年 住友重機械工業株式会社入社。標準機械事業本部物流システム部に配属。
- 1988年 子会社の（株）ライトウェルに出向。
- 1990年 米国HNC社と業務提携し、データマイニング事業を社内ベンチャーとして立ち上げる。
- 1997年 財団法人シップアンドオーシャン財団の『高度造船CIMプロジェクト』に参画、上級コンサルタント。
- 2000年
  - 新事業推進部部長、データマイニンググループ統括。
  - （株）ライトウェル退社。数社ベンチャーの顧問を兼務する。
- 2002年 ファースト創甫（株）設立、代表取締役。
- 2005年 カーネギーメロン大学日本校（財団法人ひょうご情報教育機構）プログラム・ディレクター兼Carnegie Mellon University (INI)・Adjunct Faculty
- 2006年 カーネギーメロン大学日本校・教授職を兼務。数社の顧問も兼務。非常勤講師：関西大学、岡山大学
- 2008年 京都大学産官学連携センター（のち、本部に改称）寄附研究部門 イノベーション・マネジメント・サイエンス研究部門 准教授
- 2012年(平成24年) 
  - 3月 同・退職
  - 4月 リベラルアーツ研究家として講演や企業研修を行う。

## 人物
西洋文明の根幹であるギリシャ・ローマへの興味が昂じ、古典ギリシャ語およびラテン語を40歳過ぎてから独習する。
古代ヨーロッパへの興味の発端はモンテーニュのエセーとショーペンハウアーの随想録。他にプラトン、プルターク、キケロ、セネカ、スウェトニウスなどを好む。タキトゥスの引き締まった文体は漢文を連想させると言う。
語学が堪能で英語、ドイツ語とも上級レベル。フランス語は中級、オランダ語は初級。古典ギリシャ語、ラテン語は辞書をひきつつ読めるレベル。漢文は上級レベル。中文（現代中国語）は多少読める。
プログラマーとしてC言語で数十万行ものプログラムを書いた過去の経験を活かして、中国や台湾のサイトから漢文を、ヨーロッパのサイトからはギリシャやラテンの古典語の文章をダウンロードし、日本語の環境で自由自在に検索するシステムを構築する。
現代は知的活動に関しては非常に恵まれた時代と述べ、『今、人類四千年の特等席にすわっている』と語る。
好きな言葉は『不汲汲於富貴，不戚戚於貧賎』（富貴にきゅうきゅうとせず、貧賤にせきせきとせず。《漢書》）

## 著書
- 『本当に残酷な中国史 大著「資治通鑑」を読み解く』（角川新書、2014）ISBN 4047316431
- 『本物の知性を磨く 社会人のリベラルアーツ』（祥伝社、2015）ISBN 439661540X
- 『旅行記・滞在記500冊から学ぶ 日本人が知らないアジア人の本質』（ウェッジ、2016）ISBN 4863101651
- 『本当に悲惨な朝鮮史「高麗史節要」を読み解く』（角川新書、2017）ISBN 4040821092
- 『世にも恐ろしい中国人の戦略思考』（小学館新書、2017）ISBN 4098253046
- 『資治通鑑に学ぶリーダー論：人と組織を動かすための35の逸話』（河出書房新社、2018）ISBN 430924887X
- 『教養を極める読書術　哲学・宗教・歴史・人物伝をこう読む』（ビジネス社、2020）ISBN 4828422315
- 『中国四千年の策略大全』（ビジネス社、2022）ISBN 4828423672

共著
- 『ケースで学ぶ　実戦 起業塾』木谷哲夫編集、瀧本哲史、須賀等共著（日本経済新聞出版社、2010）ISBN 4532316367